# Fulvetta de Danis
Fulvetta danisi
Espèce
Statut de conservation UICN

 LC  : Préoccupation mineure
La Fulvetta de Danis (Fulvetta danisi), anciennement Alcippe de Danis, est une espèce d’oiseaux de la famille des Paradoxornithidae.
Son nom commémore l'ornithologue Marie Ange Vincent Danis (1915-1943).

## Taxonomie
Cette espèce fut jadis incluse dans le genre Alcippe et parfois considérée comme synonyme de Fulvetta ruficapilla, l'Alcippe de Verreaux.

## Répartition et sous-espèces
Cet oiseau vit au Laos et au Vietnam.
- F. d. danisi (Delacour & Greenway, 1941) — nord-ouest du Tonkin et nord du Laos ;
- F. d. bidoupensis (Eames, Robson & Nguyen Cu, 1995) — plateau du Lang Bian (en).

## Synonymes
- Alcippe (Fulvetta) ruficapilla danisi (protonyme)
Delacour & Greenway, 1941
- Alcippe danisi (Delacour & Greenway, 1941)